# Pirajuí
Pirajuí is een gemeente in de Braziliaanse deelstaat São Paulo. De gemeente telt 22.192 inwoners (schatting 2009).

## Aangrenzende gemeenten
De gemeente grenst aan Balbinos, Guarantã, Lins, Presidente Alves, Reginópolis en Uru.